# 王錫慶
王錫慶（？—？），河南济源人，清朝政治人物。同进士出身。
康熙四十八年（1709年）己丑科進士。雍正元年（1723年），擔任清朝廣州府南海縣知縣。后由塗基接任。